# 縊鬼
縊鬼（いき、いつき、くびれおに）は、中国または日本の妖怪。人に取り憑いて首を括らせるとされる。

## 中国の縊鬼
中国での縊鬼は「いき」と読み、『小豆棚』『太平御覧』『聊斎志異』などの中国の古書に記述がある。
中国の伝承においては、冥界には一定の人口が定められており、この人口を常に保つ必要があるため、死者が別の人間として転生して冥界を去ろうにも、自分に代わる後任の死者が冥界に入らなければ、転生の許可が下りない。このとき、死者が生者の死をただ待っているだけではなく、積極的に自殺や事故死を幇助することで自分の代替を求めることを「鬼求代」という。亡者が生まれ変わるには他者に自分と同じ死に方をさせることが条件らしく、縊死した死者が生者に取り憑き、自分と同じように縊死させようとしているものが縊鬼とされる。
民間伝承や昔話に見られる縊鬼の話はどれもほぼ同じである。宿に泊まった者が、紐を手にした何者かの影を見かけた後、隣室で女が縊死を図り、慌てて止めたところ、先の影は縊鬼であり、隣室の女は理由もないまま縊鬼によって縊死させられようとしていた、という筋が多い。
中華民国の時代に入ると「吊殺鬼（ちょうさつき）」「吊死鬼（ちょうしき）」などと呼ばれ、同様に自分の身代わりに死ぬ者を求める霊のことが、民間伝承や昔話の中で語られている。

## 日本の縊鬼

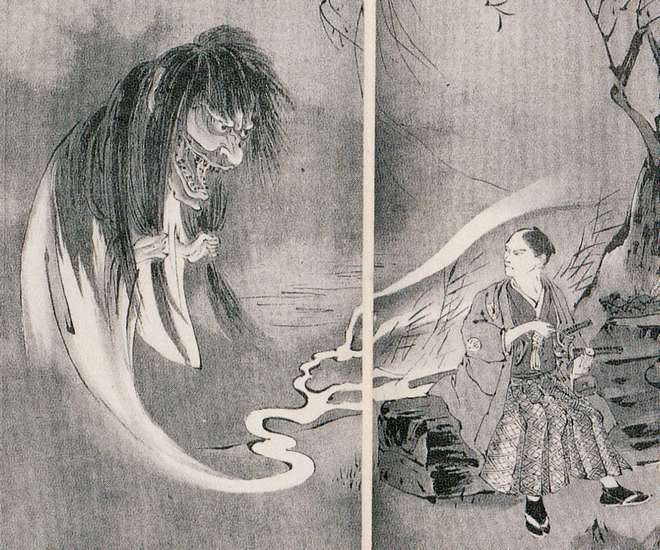
『夜窓鬼談』より「縊鬼」久保田米僊筆

日本では「いつき」と読み、幕末の旗本文士・鈴木桃野の随筆『反古のうらがき』巻一に、以下のように語られている。
ある組頭が江戸の麹町で酒宴を開き、ある同心も客の1人として来るはずだったが、なかなか現れない。やがて現れた同心は「急用があるので断りに来た」と言って帰ろうとした。組頭が訳を問いただすと「首をくくる約束をした」と言い、しきりに帰ろうとした。組頭はその同心が乱心したと見て、酒を飲ませて引き止めたところ、やがて同心は落ち着いた。
やがて、喰違御門で首吊り自殺があったという報せが届いた。組頭は、縊鬼がこの同心を殺そうとしたものの諦め、別の者に取り憑き、これで彼に憑いた縊鬼は離れたと考え、再度事情を問うた。すると同心は、夢の中のようなぼんやりした状態だったのでよく覚えていないがと言いつつ、経緯を話した。それによれば、喰違御門のもとまで彼がやって来たところ、何者かが「首をくくれ」と言った。なぜか彼は拒否できない気持ちになり「組頭のもとへ言って断ってからにしたい」と答えると、相手は「早く断って来い」と送り出したのだという。
事情を知った組頭が「今でも首をくくりたいのか」と尋ねると、同心は首をくくるそぶりをしながら「あなおそろしやおそろしや」と答えたという。
昭和・平成以降の妖怪関連の文献では、この縊鬼は水死者の霊とされ、これに取り憑かれた者は、川に飛び込んで自殺したくなるもの、などと解釈されている。
江戸時代の奇談集『絵本百物語』には「死神」と題した絵があるが、これは悪念を持ったまま死んだ者の霊が、同様に悪念を持った者を首括りなどに遭わせようとしているものとされ、近世の宗教における死神より、本項の縊鬼に近いものと指摘されている。